# Jake Hunter
Jake Hunter (探偵 神宮寺三郎?, Tantei Jingūji Saburō, Detective Jingūji Saburō) è una serie di videogiochi d'avventura creata nel 1987 da Data East.
I primi quattro videogiochi della serie sono stati originariamente pubblicati solamente in Giappone per Nintendo Entertainment System e in seguito convertiti per Wii da WorkJam. Nel 2008 è stato distribuito in America settentrionale Jake Hunter: Detective Chronicles per Nintendo DS. Il gioco ha ricevuto un remake l'anno successivo dal titolo Jake Hunter: Detective Story - Memories of the Past. Nel 2012 viene commercializzato in Giappone un nuovo videogioco della serie per Nintendo 3DS, noto come Jake Hunter: Rondo of Revenge (探偵 神宮寺三郎 復讐の輪舞?, Tantei Jingūji Saburō Fukushuu no Rinne).
Nel 2016 la serie è stata acquistata da Arc System Works che ha annunciato un nuovo titolo della saga, Jake Hunter: Ghost of the Dusk. Ad esso hanno fatto seguito nel 2018 Jake Hunter Detective Story: Prism of Eyes e Daedalus: The Awakening of Golden Jazz.